# Américo Brizuela Cuenca
Américo Brizuela Cuenca (¿? - 7 de març de 1945) va ser un militar espanyol que va participar en la Guerra Civil Espanyola i la Segona Guerra Mundial.

## Biografia
Abans de juliol de 1936 Américo Brizuela era obrer tipogràfic a Madrid, i després de l'esclat de la contesa es va allistar en les milícies comunistes, com el batalló «Thaelmann». Poc després va intervenir en els combats que van tenir lloc entorn del cap de pont del riu Alberche, durant la Campanya del Tajo. El novembre de 1936 va ser posat al capdavant d'un dels batallons de la nova 18a Brigada Mixta. A partir de juny de 1937 va passar a manar la 7a Brigada Mixta, unitat amb la qual va intervenir en la batalla de Brunete; no obstant això, la brigada va sortir tan malparada dels combats que va haver de ser retirada i dissolta. Més endavant Brizuela va manar la 11a Brigada Mixta, després de la batalla de l'Ebre. Al final de la guerra es va exiliar a França al costat d'altres polítics i militars republicans.
Igual que altres comunistes, Brizuela es va exiliar a la Unió Soviètica. Durant la Segona Guerra Mundial, després de la invasió alemanya de l'URSS, va lluitar contra els nazis integrat en una unitat guerrillera que actuava després de les línies alemanyes. Posteriorment va ser enviat a Iugoslàvia com a instructor militar dels partisans que allí lluitaven contra els ocupants nazis. El 7 de març de 1945 va resultar mort, al costat de Facundo López Valdeavero, durant un combat amb forces alemanyes prop de Pernice.